# 전진영 (배우)
전진영(全珍英, 1964년 1월 25일 ~ )은 대한민국의 영화 배우, 시인, 가수, 작사가, 뮤지컬 배우이다.

## 생애
서울에서 아버지 황해(본명 전홍구)와 어머니 백설희(본명 김희숙) 부부의 슬하 4남 1녀 가운데 넷째아들이자 막내로 출생한 그는 1982년 영화 《대학 얄개》의 단역으로 영화배우 데뷔하였고 1985년 시인으로 등단하였다. 1988년 둘째 형인 싱어송라이터 겸 영화배우 전영록의 음반에 작사가로 참여하여 작사가로 데뷔하였고 1990년 가수로 데뷔하였으며 이듬해 1991년에는 뮤지컬 《포기와 베스》에서 베스 역으로 주연한 가수 정수라와 아울러 포기 역으로 주연하여 뮤지컬 배우로 데뷔하였다.

## 출연작

### 영화
- 1982년 《대학 얄개》 ... 법대 1년생 역(단역)

### 뮤지컬
- 1991년 《포기와 베스》 ... 포기 역(남자 주인공)

## 디스코그래피

### 작사가 참여
- 1988년 《전영록 11집》 ... 〈나 그대에게(전영록 작곡)〉라는 곡으로 작사가 참여

### 음반
- 1990년 《전진영 1집》 타이틀곡 "고운 미소만을 지어요"(이성훈 작사, 작곡 / 송홍섭 편곡) 그 외 수록곡 작사는 전진영 자신이 담당
- 1994년 《전진영 2집》 (수록곡 전곡 작사는 전진영 자신이 담당)